# Prosphex anthophilos
Prosphex anthophilos — викопний вид жалких перетинчастокрилих, єдиний в складі роду Prosphex з невизначеним систематичним положенням. Відомий з бірманського бурштину (крейдовий період, сеноманський ярус, близько 99 млн років), що видобувається в М'янмі.

## Опис
Дрібні оси, завдовжки близько 4 мм). Вусики самиць 13-членикові (включаючи скапус і педицель; джгутик з 11 флагелломерів). Крила плезіоморфні з повним жилкуванням, з 14 замкнутими ланками в передньому крилі. Вершини жилок M і Cu майже досягають краю крила. Жилка R проходить уздовж краю крила позаду маргінальної ланки до вершини крила. Вершина маргінальної ланки округла. Третя субмаргінальна ланка спереду ширша, ніж ззаду. 1m-cu з'єднується з другою субмаргінальною ланкою в прокісмальій чверті. 2m-cu трішки базальніше 2rs-m, майже зливається. Оцеллії або відсутні (що малоймовірно), або дуже дрібні і непомітні. Потиличний кіль розвинений, пронотальні лопаті відсутні, задньобічні кути пронотума гострі і досягають тегул. Нотаулі ймовірно відсутні. Гомілки вузькі і циліндричні. Формула гомілкових шпор 1-2-2, шпори задніх ніг прості. Ароліум присутній, але невеликий. Проподеум широкий.
Ймовірно живилися пилком рослини Tricolporoidites (з групи евдикот), який в значній кількості був виявлений близько ротових органів комахи .

## Систематика
Систематичне положення Prosphex залишається незрозумілим, таксон не належить ні до однієї з сучасних ліній Aculeata. Плезіоморфний стан багатьох ознак Prosphex не дозволяє віднести його до жодної з відомих надродин і ліній жалких перетинчастокрилих (Chrysidoidea, Apoidea і Vespoidea). Prosphex можливо представляє кореневу групу для всіх жалких, або для Chrysidoidea, або він сестринський для всіх інших Aculeata, або для всіх Euaculeata. Рід і типовий вид були вперше описані в 2019 році американськими палеоентомологами Девідом Грімальді і Майклом Енджелом.